# Chiesa di Santa Maria di Gallana
La chiesa di Santa Maria di Gallana è un edificio religioso, nell'attuale comune di Oria, in provincia di Brindisi, sulla strada che porta a Latiano, che corrisponde al tracciato dell'antica via Appia.

## Descrizione
L'edificio, di modeste dimensioni, ha una facciata con tetto a doppio spiovente. Si caratterizza per una copertura della navata attraverso due cupole in asse. Le cupole appaiono a profilo ribassato, sostenuti da tamburi. Elemento che fa assimilare questa chiesa a quella tipologia di edifici religiosi che in Puglia vengono indicati come chiese a sala con cupole in asse.
All'interno lo spazio è scandito da un'unica navata, preceduta da un vestibolo sopraelevato. In origine vi dovevano essere tre cupole in asse.
Lo studio delle strutture interne ha fatto supporre la presenza in passato di due navate laterali. Per le caratteristiche di costruzione dell'abside, la chiesa viene datata ad un'epoca fra il VII e il VIII secolo.
Sul lato meridionale della costruzione, è ancora presente una struttura circolare completamente intonacata, che ha fatto pensare ad un battistero.